# Ōkurayama (métro municipal de Kobe)
Ōkurayama (大倉山駅, Ōkurayama-eki) est une station de la ligne Seishin-Yamate du métro municipal de Kobe. Elle est située dans l'arrondissement Hyōgo-ku de Kobe, dans la préfecture de Hyōgo au Japon.
Mise en service en 1983, elle est desservie par les rames de la ligne Seishin-Yamate.

## Situation ferroviaire

Plan du métro.

Établie en souterrain, Ōkurayama est une station de passage de la ligne Seishin-Yamate (verte) du métro municipal de Kobe. Elle est située entre la station Kenchomae, en direction du terminus est Shin-Kōbe, et la station Minatogawa-koen, en direction du terminus ouest Seishin-chūō.
Elle dispose d'un quai central encadré par les deux voies de la ligne.

## Histoire
La station Ōkurayama est mise en service le 17 juin 1983, lors de l'ouverture à l'exploitation du prolongement de Shin-Nagata à Ōkurayama.
Elle devient une station de passage le 18 juin 1985, lors de la mise en service du prolongement suivant de Ōkurayama à Shin-Kobe.
En 2015, la fréquentation journalière de la station était de  5 723 personnes
| 2010  | 2011  | 2012  | 2013  | 2014  | 2015  |
| 5 532 | 5 464 | 5 506 | 5 609 | 5 641 | 5 723 |

## Services aux voyageurs

### Accès et accueil
La station dispose de cinq accès, équipés d'escaliers, et un ascenseur pour rejoindre le hall avec la billetterie et le contrôle, au niveau -1. La liaison avec le quai central au niveau -2 s'effectue par des escaliers et des escaliers mécaniques ainsi que par un ascenseur. La station est accessible aux personnes à la mobilité réduite.

Installations
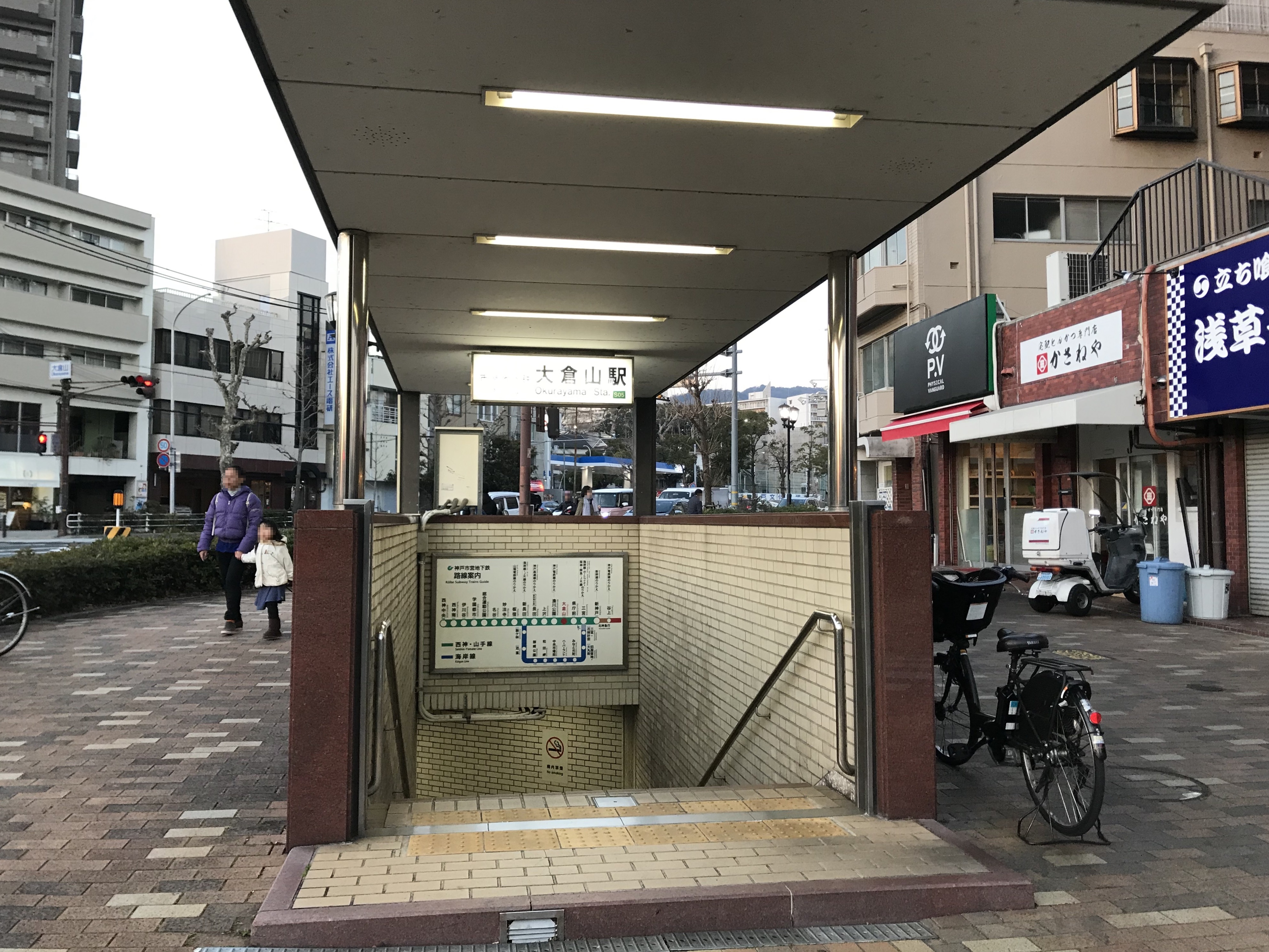
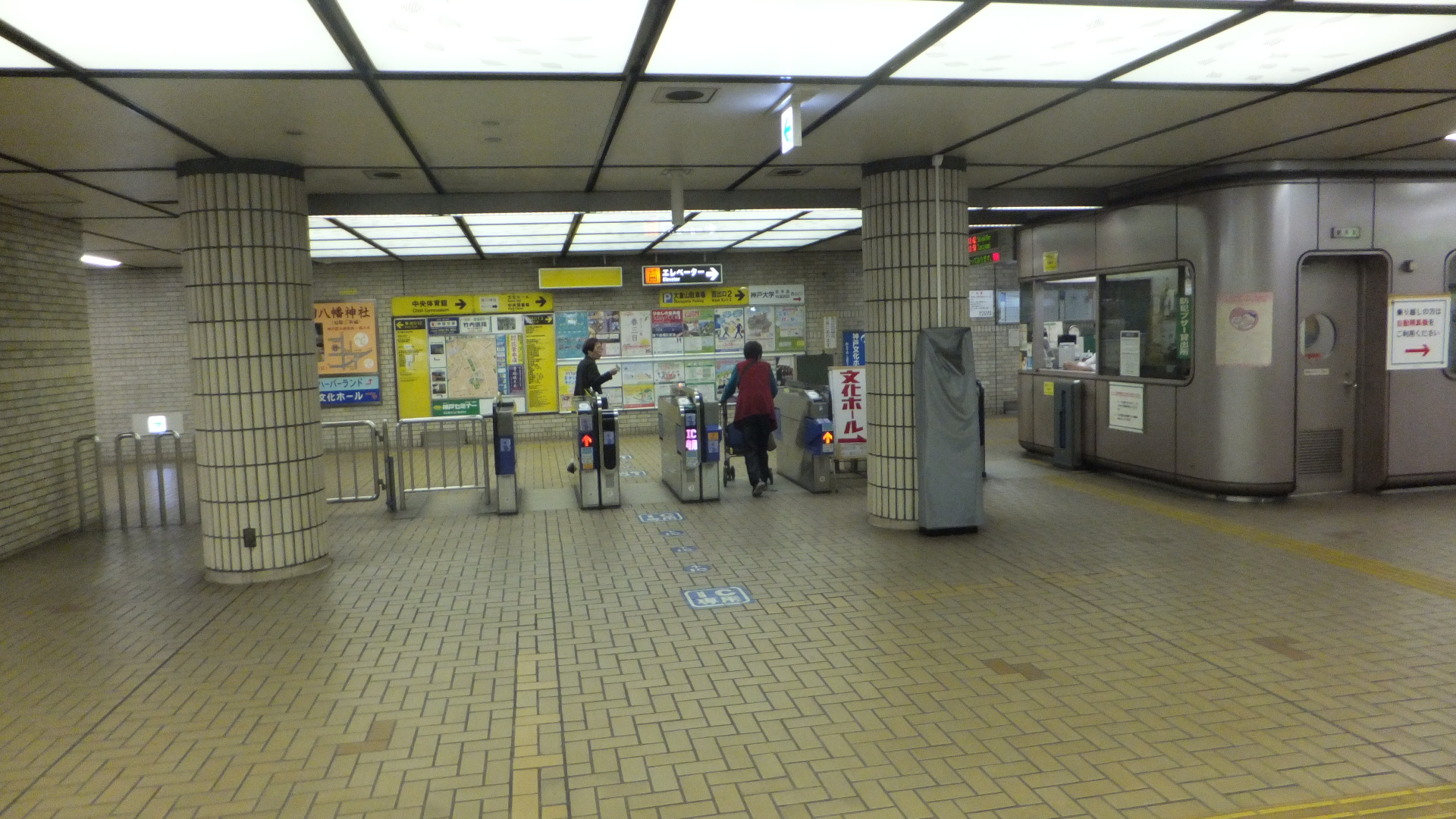
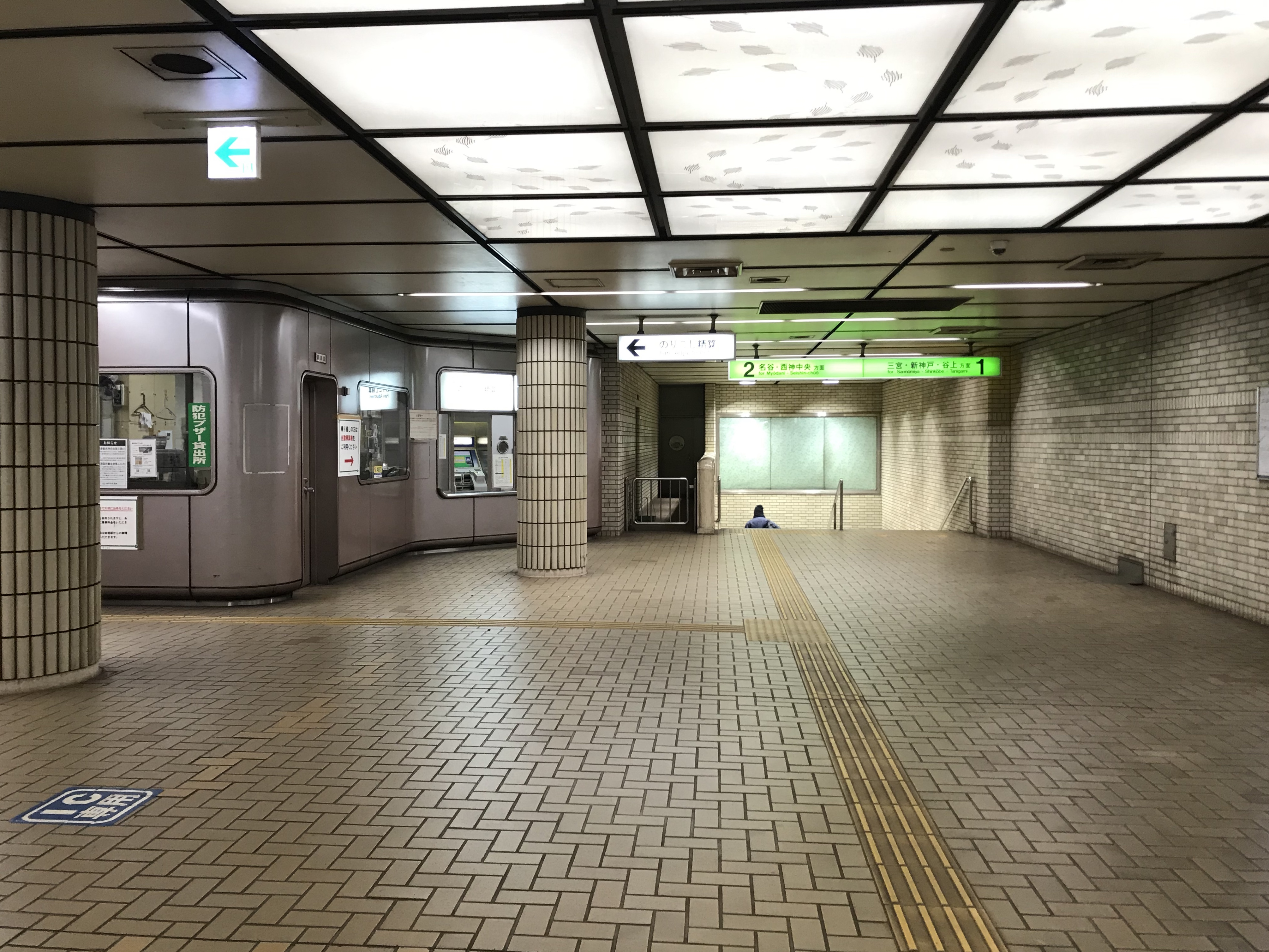

### Desserte
Ōkurayama est desservie par les rames de la ligne Seishin-Yamate.
| N° de voie | Ligne          | Direction                      |
| ---------- | -------------- | ------------------------------ |
| 1          | Seishin-Yamate | Sannomiya・Shin-Kobe・Tanigami |
| 2          | Seishin-Yamate | Myōdani・Seishin-chūō          |

Installations et desserte
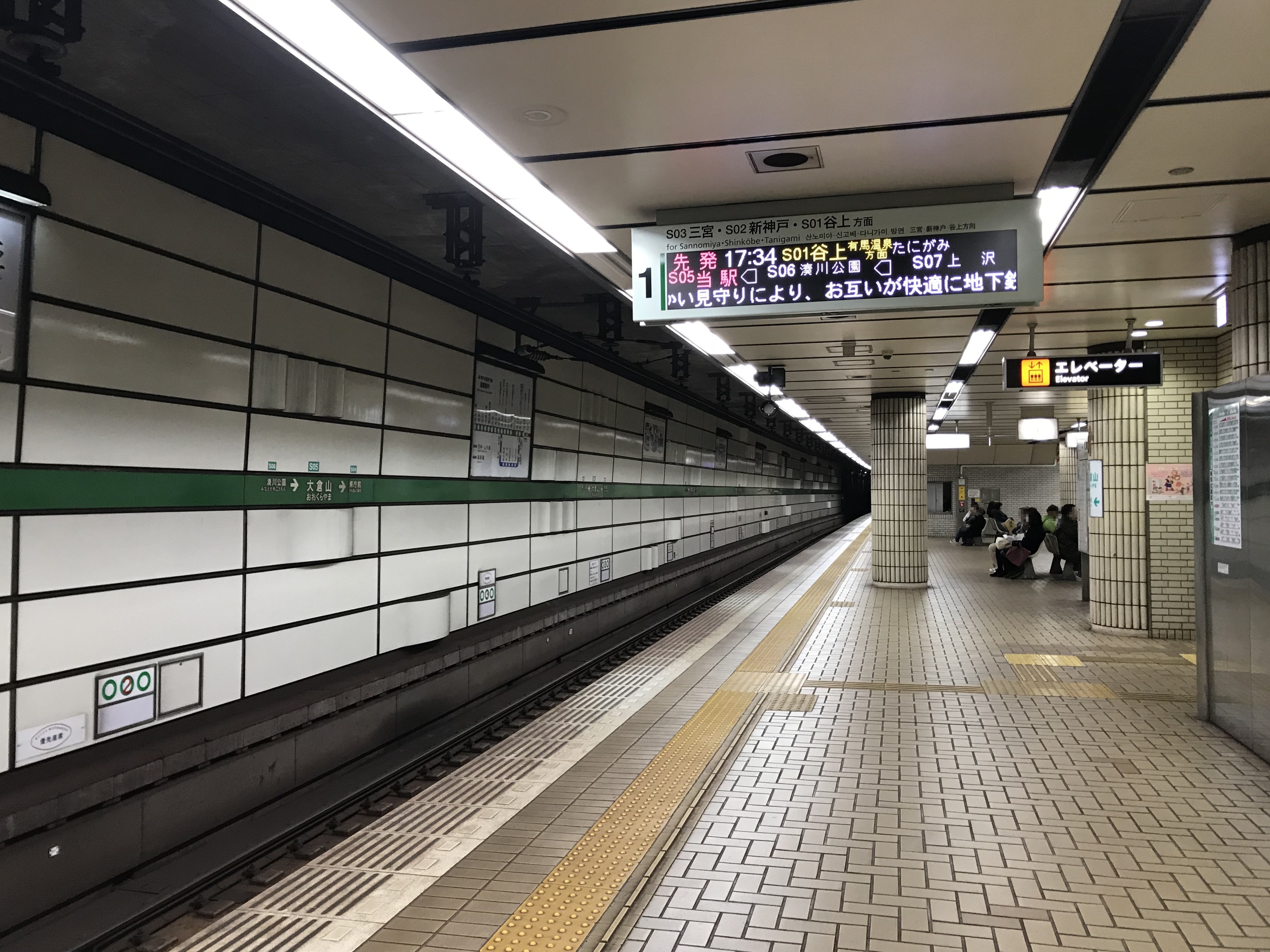
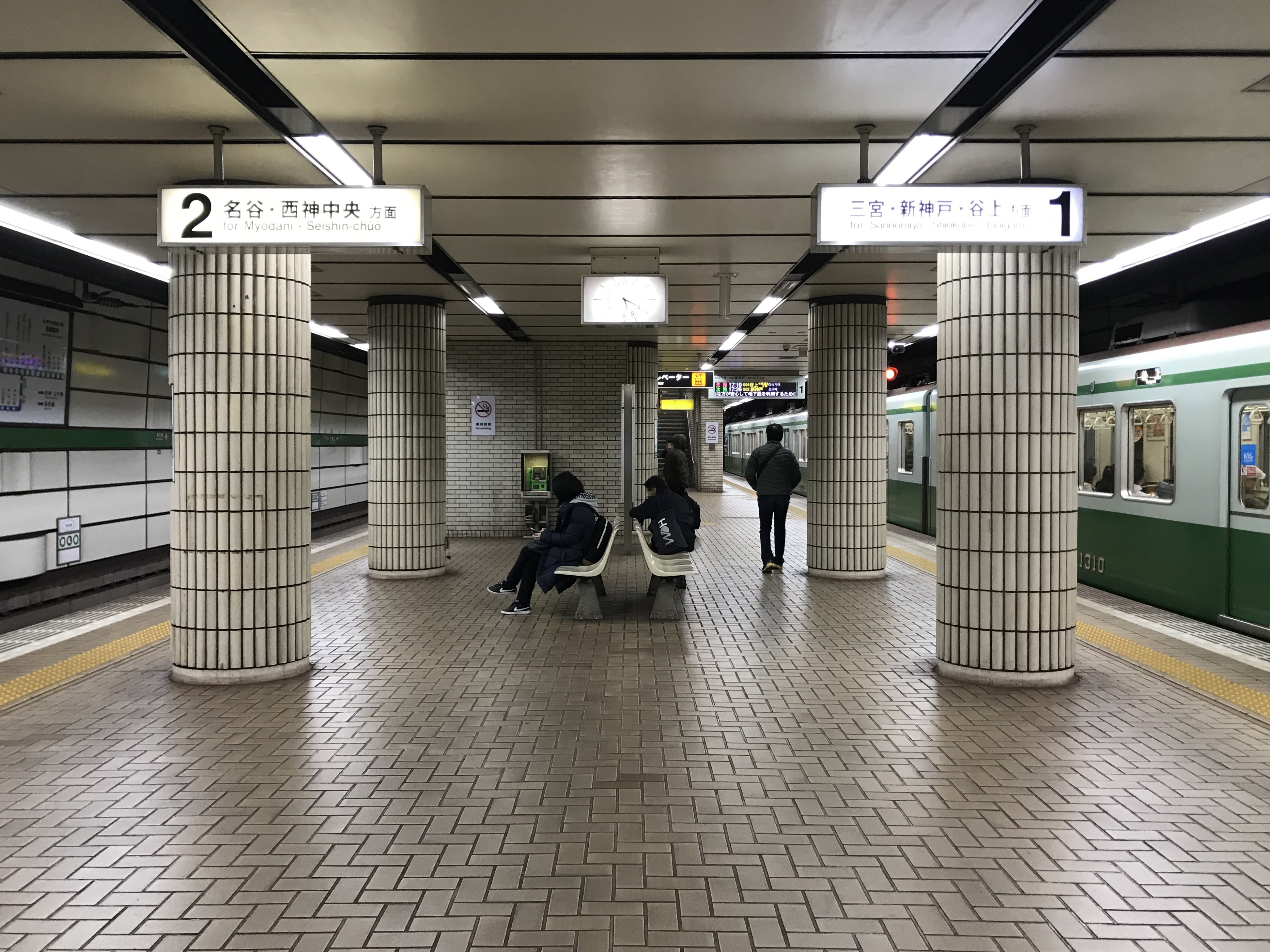
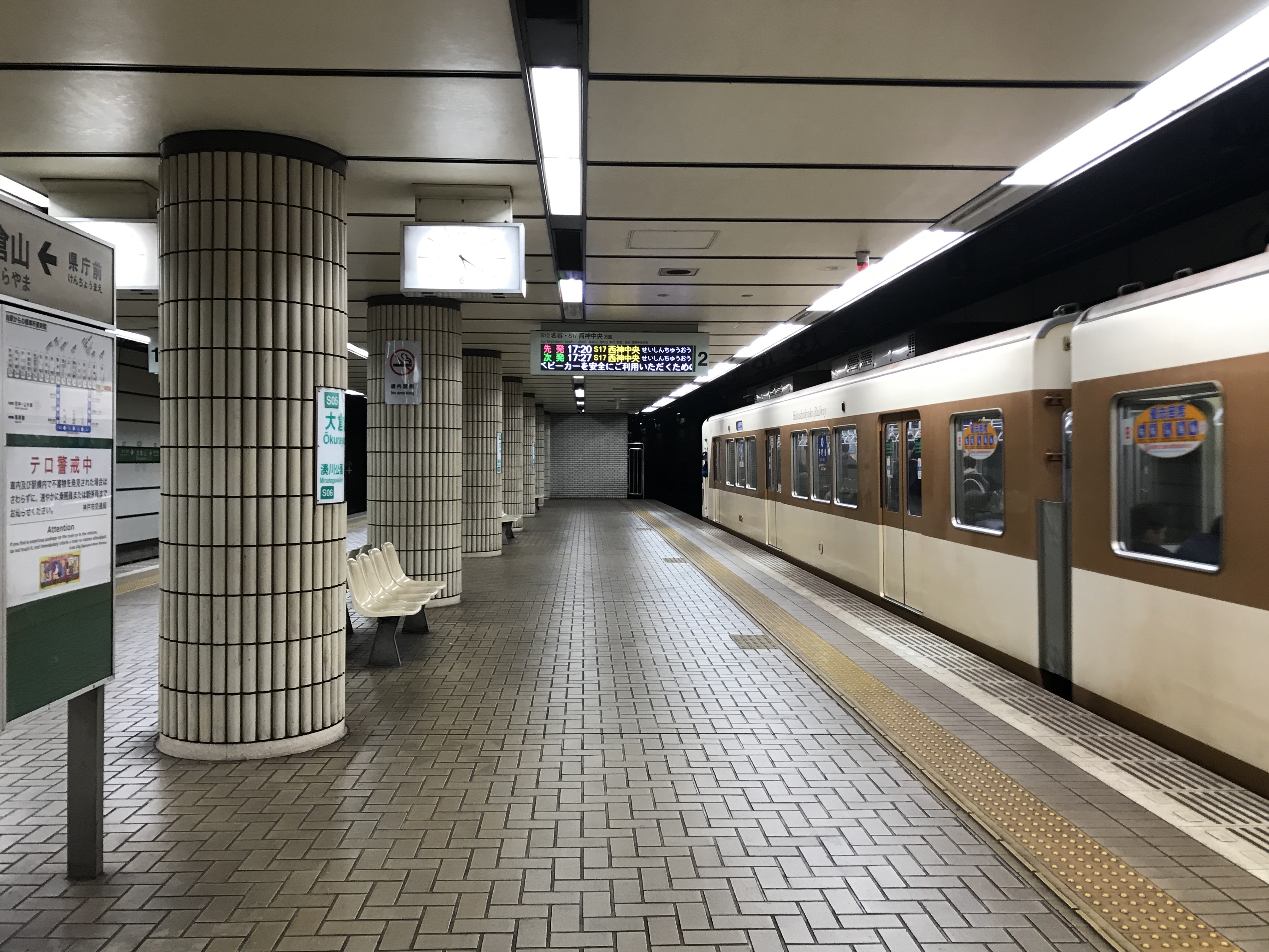

### Intermodalité
La station est desservie par des bus kobe city transportation..

## À proximité
La gare permet d'accéder à plusieurs lieux remarquables, notamment : le parc Ōkurayama, la bibliothèque municipale de Kobe et le musée scientifique et de l'eau de Kobe.